# Isa Evrenosoğulları
Isa Evrenosoğulları (mort després de 1489) fou un noble otomà, de la família dels Evrenosoğulları, un dels caps dels akindjis. Era fill d'Evrenos Gazi.
Va fer una incursió a Albània el 1423, que va repetir el 1438 i el 1442. El 1443 va prendre part en la batalla de Jalovats on els otomans foren derrotats per Joan Hunyadi (János Hunyadi). El 1454 va participar en la campanya de Sèrbia i va ocupar Tirebdje. El 1455 va retornar a Albània i va derrotar a Iskander Beg a Berat. El 1463 va participar en la lluita a Morea que va donar pas a la guerra contra Venècia. El 1479 va dirigir una expedició de saqueig a Transsilvània en què els turcs foren aniquilats pel voivoda Esteve Báthori.